# Aphaniosoma falciferum
Aphaniosoma falciferum är en tvåvingeart som beskrevs av Ebejer 1998. Aphaniosoma falciferum ingår i släktet Aphaniosoma och familjen gulflugor. Inga underarter finns listade i Catalogue of Life.